# Істгемптон (Массачусетс)
Істгемптон (англ. Easthampton) — місто (англ. city) в США, в окрузі Гемпшир штату Массачусетс. Населення — 16 053 особи (2010).

## Географія
Істгемптон розташований за координатами 42°15′56″ пн. ш. 72°40′15″ зх. д. / 42.26556° пн. ш. 72.67083° зх. д. (42.265435, -72.670813). За даними Бюро перепису населення США в 2010 році місто мало площу 35,23 км², з яких 34,52 км² — суходіл та 0,71 км² — водойми.

## Демографія
Згідно з переписом 2010 року, у місті мешкали 16 053 особи в 7224 домогосподарствах у складі 4066 родин. Густота населення становила 456 осіб/км². Було 7615 помешкань (216/км²).
Расовий склад населення:
| - 93,6 % — білих - 2,4 % — азіатів - 1,1 % — чорних або афроамериканців - 0,2 % — корінних американців - 1,1 % — осіб інших рас |

До двох чи більше рас належало 1,6 %. Частка іспаномовних становила 3,7 % від усіх жителів.
За віковим діапазоном населення розподілялося таким чином: 18,0 % — особи молодші 18 років, 67,6 % — особи у віці 18—64 років, 14,4 % — особи у віці 65 років та старші. Медіана віку мешканця становила 43,0 року. На 100 осіб жіночої статі у місті припадало 90,6 чоловіків; на 100 жінок у віці від 18 років та старших — 88,6 чоловіків також старших 18 років.
Середній дохід на одне домашнє господарство становив 72 198 доларів США (медіана — 56 527), а середній дохід на одну сім'ю — 91 845 доларів (медіана — 69 323). Медіана доходів становила 51 191 долар для чоловіків та 44 297 доларів для жінок. За межею бідності перебувало 9,2 % осіб, у тому числі 6,6 % дітей у віці до 18 років та 8,8 % осіб у віці 65 років та старших.
Цивільне працевлаштоване населення становило 9020 осіб. Основні галузі зайнятості: освіта, охорона здоров'я та соціальна допомога — 35,8 %, виробництво — 12,6 %, роздрібна торгівля — 10,5 %, мистецтво, розваги та відпочинок — 8,9 %.